# Skupina 2 (motorsport)

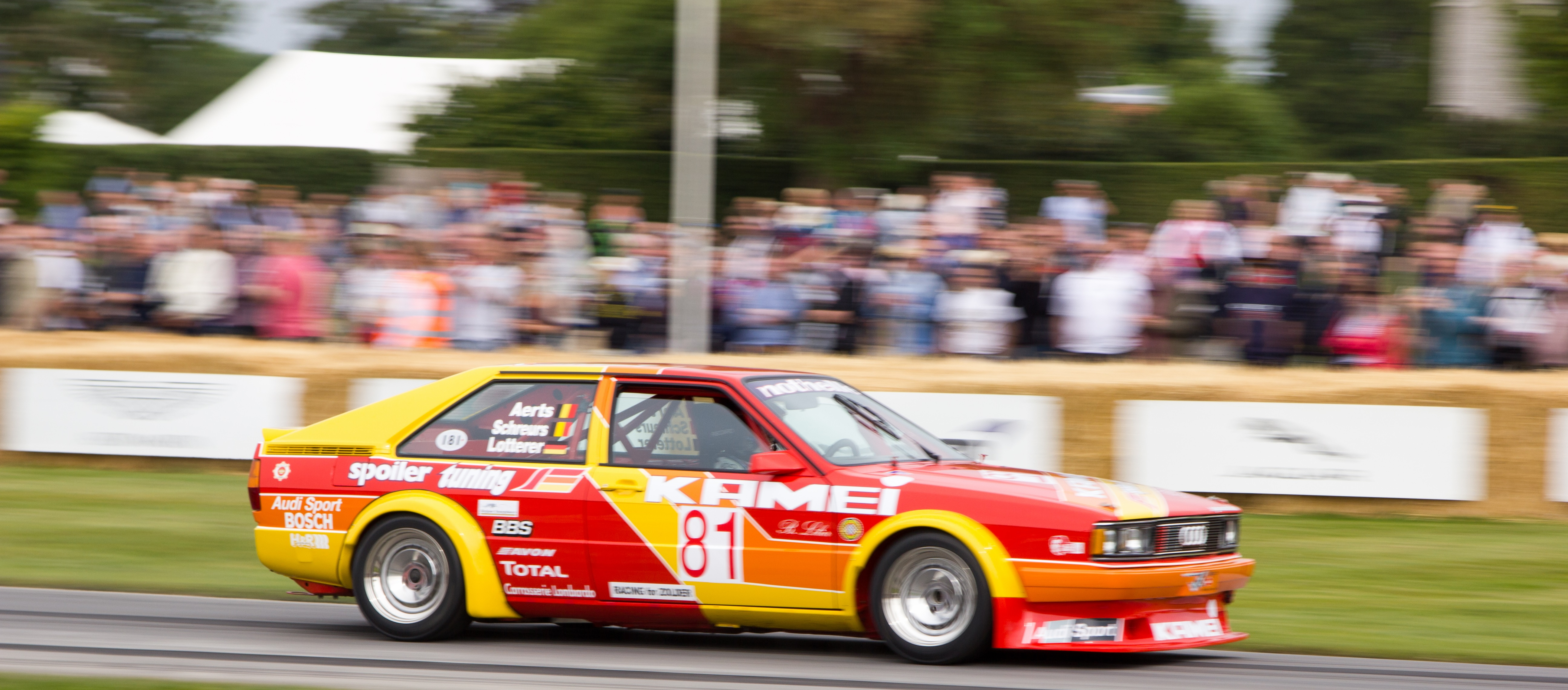
Cestovní vůz skupiny 2 Audi Coupe (B2).

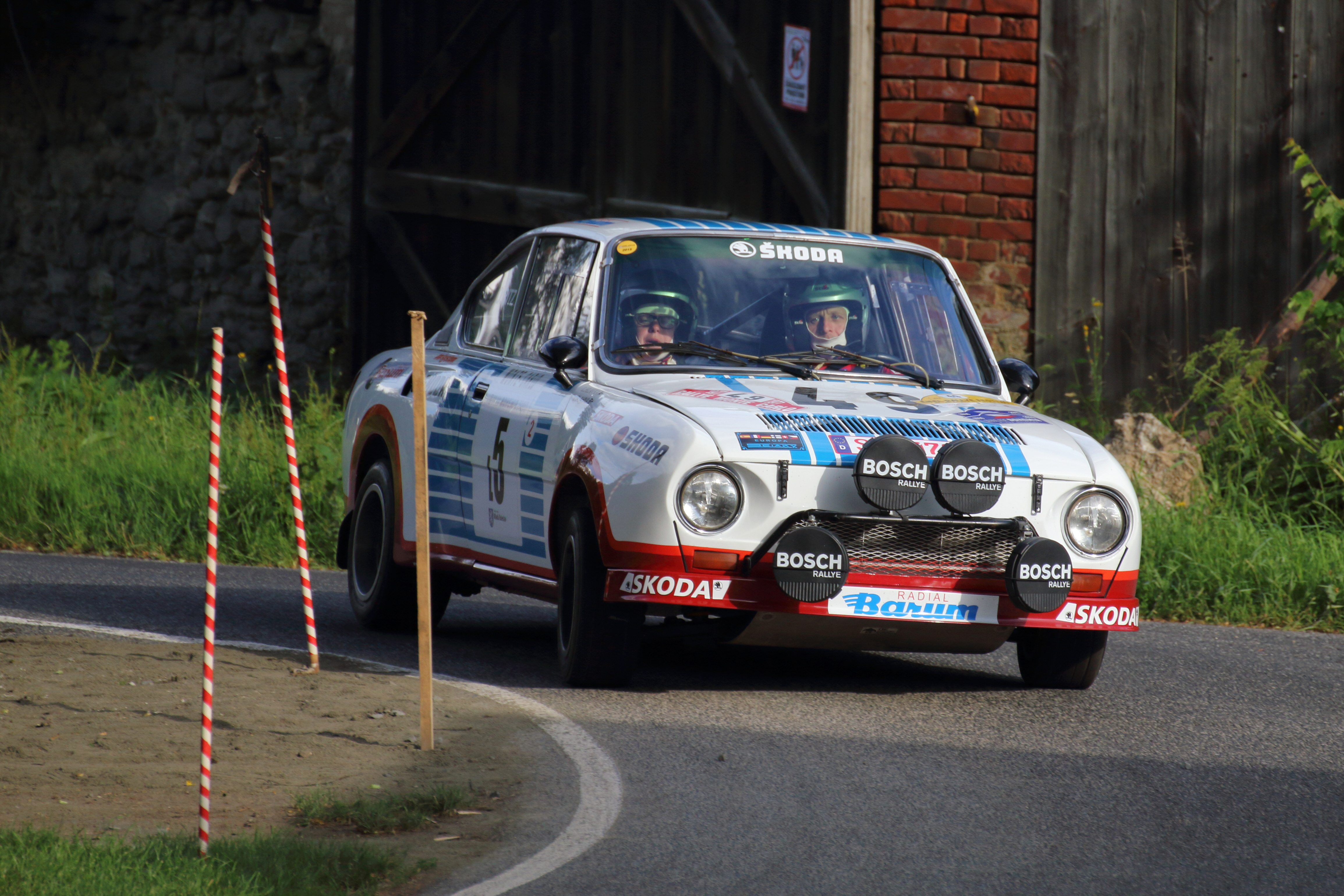
Rallový vůz skupiny 2 Škoda 130 RS

Skupina 2 FIA byla jednou ze skupin rozdělení automobilů používaných pro sportovní podniky. Původně byly do skupiny 2 řazeny vozy GT, ale od roku 1958 už sem byly řazeny „upravené“ nebo „speciální“ cestovní vozy. Vozy této skupiny se účastnily závodů cestovních vozů a rallye. V roce 1982 skupinu 2 nahradila skupina A.

## Vymezení
V letech 1954 až 1957 byla kategorie cestovních vozů rozdělena na tři skupiny označených řadovou číslovkou – běžné sériové produkční vozy (1. skupina), sériové produkční vozy GT (2. skupina) a speciální sériové produkční vozy (3. skupina).
V roce 1958 vozy GT získaly vlastní kategorii, do druhé skupiny v kategorii cestovních vozů tak byly zařazeny upravené sériové produkční vozy. Od té doby, až do nahrazení skupinou A, si skupina 2 zachovala charakter vozů, u kterých jsou povoleny některé technické úpravy nad rámec těch povolených pro sériové cestovní vozy skupiny 1.
Příloha J Mezinárodních sportovních řádů FIA stanovila pro upravené cestovní vozy skupiny 2, minimální produkcí 1 000 kusů ve dvanácti po sobě jdoucích měsících nutných k homologaci modelu do této skupiny.

## Závodní seriály
Šampionát British Saloon Car Championship byl pro vozy skupiny 2 otevřen od roku 1961 do roku 1965 a od roku 1970 do roku 1973.
V letech 1963 až 1969 se vozy skupiny 2 účastnily European Touring Car Challenge, v letech 1968 a 1969 spolu se speciálními cestovními vozy skupiny 5.  Když byla série v roce 1970 přejmenována na Mistrovství Evropy cestovních vozů, stala se ze skupiny 2 opět hlavní kategorie, to pokračovalo do roku 1982, kdy byla skupina 2 nahrazena skupinou A.
Trans-American Sedan Championship se účastnily cestovní vozy skupiny 2 od jeho založení v roce 1966 až do sezóny 1972.

## Skupiny vozů 1–9

### 1954–1965
|           | Skupina 1           | Skupina 2              | Skupina 3               | Skupina 4              | Skupina 5                 | Skupina 6    |
| --------- | ------------------- | ---------------------- | ----------------------- | ---------------------- | ------------------------- | ------------ |
| 1954–1957 | I. Cestovní         | I. Cestovní            | I. Cestovní             | II. Sportovní          | II. Sportovní             | –            |
| 1954–1957 | Běžné sériové prod. | Sériové prod. GT       | Speciální sériové prod. | Sériové produkční      | Mezinárodní               | –            |
| 1958–1959 | I. Cestovní         | I. Cestovní            | I. Cestovní             | II. GT                 | II. GT                    | II. GT       |
| 1958–1959 | Běžné sériové prod. | Upravené sériové prod. | Speciální sériové prod. | Běžné sériové prod. GT | Upravené sériové prod. GT | Speciální GT |
| 1960–1965 | A. Cestovní         | A. Cestovní            | B. GT                   | C. Sportovní           | –                         | –            |
| 1960–1965 | Běžné sériové prod. | Upravené sériové prod. | Vozy GT                 | Sportovní vozy         | –                         | –            |

### 1966–1981
V závorce požadavky na minimální počet vozů vyrobených v 12 po sobě následujících měsících
|           | Skupina 1                                         | Skupina 2                                         | Skupina 3                                         | Skupina 4                                         | Skupina 5                                 | Skupina 6           | Skupina 7             | Skupina 8             | Skupina 9                     |
| --------- | ------------------------------------------------- | ------------------------------------------------- | ------------------------------------------------- | ------------------------------------------------- | ----------------------------------------- | ------------------- | --------------------- | --------------------- | ----------------------------- |
| 1966–1969 | A. Produkční (homologované sériově vyráběné vozy) | A. Produkční (homologované sériově vyráběné vozy) | A. Produkční (homologované sériově vyráběné vozy) | A. Produkční (homologované sériově vyráběné vozy) | B. Speciální                              | B. Speciální        | C. Závodní (otevřené) | C. Závodní (otevřené) | C. Závodní (otevřené)         |
| 1966–1969 | seriové cestovní (5000)                           | cestovní (1000)                                   | „Grand Tourisme“ (500)                            | sportovní (50/25)                                 | speciální cestovní                        | sportovní prototypy | dvoumístné závodní    | formule               | Volné závodní (Formula Libre) |
| 1970–1971 | A. Produkční                                      | A. Produkční                                      | A. Produkční                                      | A. Produkční                                      | A. Produkční                              | B. Exp. soutěžní    | C. Závodní            | C. Závodní            | C. Závodní                    |
| 1970–1971 | seriové cestovní (5000)                           | cestovní speciální (1000)                         | sériové GT (1000)                                 | GT speciální (500)                                | sportovní (50)                            | sportovní prototypy | dvoumístné závodní    | formule               | Formula Libre                 |
| 1972–1975 | A. Produkční                                      | A. Produkční                                      | A. Produkční                                      | A. Produkční                                      | B. Exp. soutěžní                          | –                   | C. Závodní            | C. Závodní            | C. Závodní                    |
| 1972–1975 | seriové cestovní (5000)                           | cestovní speciální (1000)                         | sériové GT (1000)                                 | GT speciální (500)                                | sportovní                                 | –                   | dvoumístné závodní    | mezinárodní formule   | Formula Libre                 |
| 1976–1981 | A. Produkční                                      | A. Produkční                                      | A. Produkční                                      | A. Produkční                                      | A. Produkční                              | B. Závodní          | B. Závodní            | B. Závodní            | –                             |
| 1976–1981 | seriové cestovní (5000)                           | cestovní (1000)                                   | sériové GT (1000)                                 | GT (400)                                          | speciální produkční (odvozené ze sk. 1–4) | dvoumístné závodní  | mezinárodní formule   | Formula Libre         | –                             |